# 밀양 표충사 삼층석탑
밀양 표충사 삼층석탑(密陽 表忠寺 三層石塔)은 대한민국 경상남도 밀양시 단장면, 표충사 절에 있는 삼층석탑이다. 1968년 12월 19일 대한민국의 보물 제467호로 지정되었다.

## 개요
표충사 대홍원전(大弘願殿) 앞에 세워진 3층석탑이다. 탑 앞에는 같은 시대에 만들어진 것으로 보이는 석등이 있으나 이 곳은 탑과 석등이 놓였던 원래의 위치가 아닌 듯하다. 표충사의 원래 이름은 죽림사(竹林寺)인데 신라 흥덕왕 4년(829)에 두번째로 크게 확장시켜 이름을 영정사(靈井寺)로 고쳤다고 전한다. 조선 헌종 5년(1839)에는 그때까지 밀양군 무안면에 있었던 표충사(表忠祠)를 영정사로 옮기면서 절 이름도 표충사(表忠寺)로 개칭하였고, 가람배치도 큰 이동이 있었던 것이니 이 탑도 그 때에 옮긴 것이 아닌가 추측된다.
기단(基壇)은 모서리와 가운데에 기둥 모양을 본떠 새겼으며, 각 면을 둘로 나누어 놓았다. 탑신부(塔身部)는 층마다 몸돌과 지붕돌이 각각 한 돌로 되어 있다. 1층 몸돌은 기단에 비해 지나치게 높은 형태로, 균형면에서 특이한 형태를 하고 있다. 표면 모서리에는 매우 넓은 기둥이 새겨져 있고 다른 장식은 없다. 2층 몸돌은 1층에 비하여 높이가 급격히 줄었으며 3층도 체감되어 있다. 또한 2·3층의 몸돌 모서리에도 기둥모양이 새겨져 있으나 너비는 전체가 축소됨에 따라 좁아졌다. 지붕돌은 밑에 4단의 받침이 있고 처마는 수평을 이루었으며, 지붕은 아름다운 곡선으로 흘러내리다가 네 귀퉁이에서 경쾌하게 치켜올려져 있다. 꼭대기에는 탑의 머리장식이 얹혀져 있으나 정돈되지는 못하고, 그 위에 1m 가량의 끝이 뾰족한 쇠막대를 세웠다.
탑신부 1층의 몸돌이 지나치게 커다란 단점이 있으나, 기단이 1단으로 구성된 신라석탑양식을 따른 아담한 탑이다. 탑의 머리장식도 비교적 잘 보존되어 있어서 주목을 받고 있는 작품이다.

## 출토 유물
밀양 표충사 삼층석탑 출토 유물 일괄은 1995년 실시된 삼층석탑의 해체보수 과정에서 기단 적심부에서 발견된 것이다. 이들 유물은 통일신라시대부터 고려시대에 이르는 20구의 금동불상과 탑에 봉안된 여러 공양물, 석탑의 보수를 알려주는 조선 초기의 <개수기비>(1491년)를 포함하고 있다. 2017년 10월 31일 대한민국의 보물 제1944호로 지정되었다.

## 현지 안내문
통일신라시대에 세워진 것으로 추정되는 높이 7.7m의 3층석탑이다.
1995년의 해체 보수 때에 나온 많은 유물은 탑과 표충사의 역사를 밝히는 귀중한 자료가 되고 있다.
석탑은 기본적으로 신라 석탑의 양식을 따르고 있으나, 기단이 단층이고, 지붕돌의 주름도 한 개가 줄어든 네 개라는 차이를 보이고 있다. 상륜부에는 여러 장식과 함께, 아직도 찰주가 높이 솟아 있고, 삼층의 지붕 모서리에는 작은 풍탁을 달 수 있는 구멍이 뚫려있다. 이층의 지붕골에는 근년의 것이긴 하지만, 2개의 풍탁이 달려 있다.
기단과 지붕돌에서 보이는 특징으로 보아 통일신라의 늦은 시기에 세워진 것으로 생각된다. 균형 있는 전체적 비례와 우아한 모습은 같은 시기의 석탑 중에서도 뛰어나다

## 갤러리

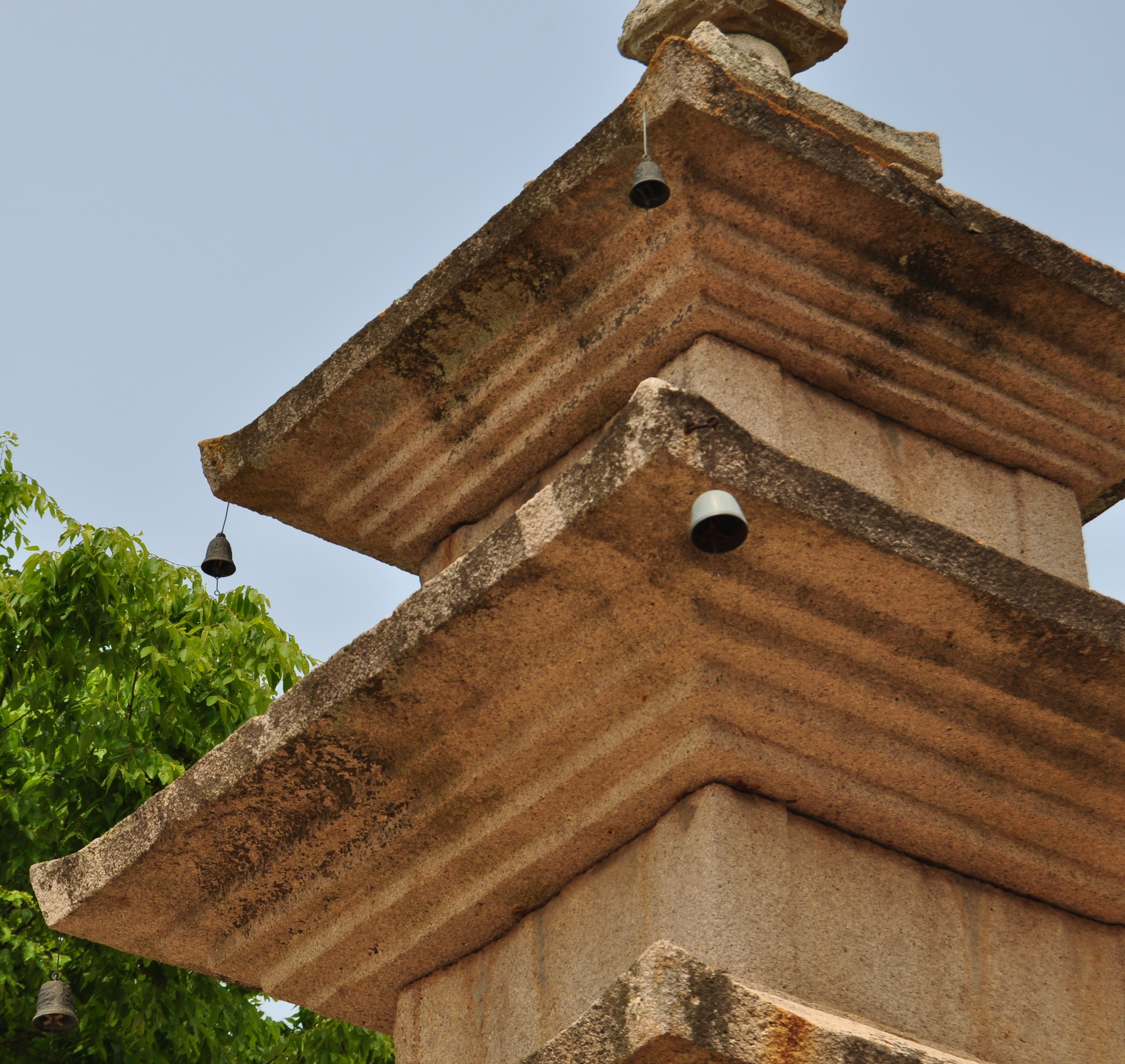
면석은 5매로 만들어졌으며, 삼층의 지붕 모서리에는 작은 풍탁을 달 수 있는 구멍이 뚫려 있다
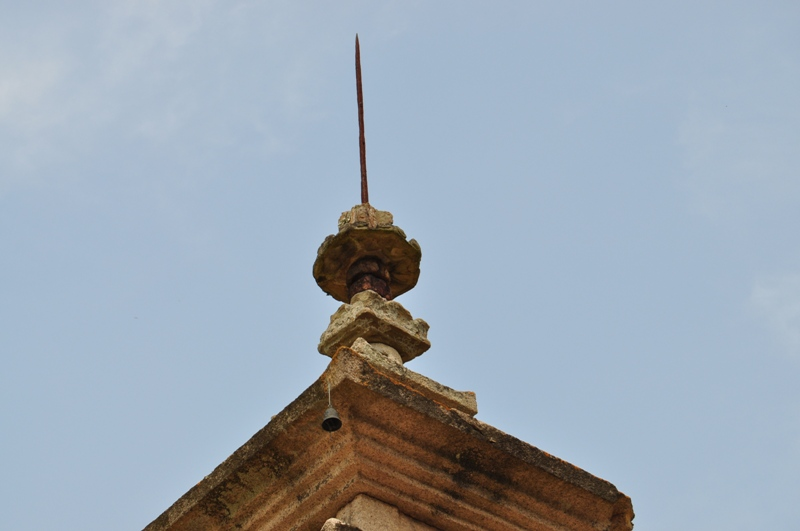
상륜부에는 여러 장식과 함께 아직도 찰주가 높이 솟아 있다

## 같이 보기
- 표충사
- 밀양 표충사 삼층석탑 출토 유물 일괄 - 보물 제1944호

## 참고 자료
- 표충사 삼층석탑 - 국가유산청 국가유산포털